# Oleria idina
Oleria idina är en fjärilsart som beskrevs av Richard Haensch 1905. Oleria idina ingår i släktet Oleria och familjen praktfjärilar. Inga underarter finns listade i Catalogue of Life.